# Ornithidium breve
Ornithidium breve är en orkidéart som beskrevs av Rudolf Schlechter. Ornithidium breve ingår i släktet Ornithidium och familjen orkidéer. Inga underarter finns listade i Catalogue of Life.